# Ḩaddādeh
Ḩaddādeh (persiska: حداده) är en ort i Iran.   Den ligger i provinsen Semnan, i den norra delen av landet, 300 km öster om huvudstaden Teheran. Ḩaddādeh ligger 1 110 meter över havet och antalet invånare är 243.
Terrängen runt Ḩaddādeh är platt söderut, men norrut är den kuperad.Runt Ḩaddādeh är det mycket glesbefolkat, med 5 invånare per kvadratkilometer. Närmaste större samhälle är Rāhanjān, 2,7 km öster om Ḩaddādeh. Trakten runt Ḩaddādeh är ofruktbar med lite eller ingen växtlighet.